# Station Tarascon-sur-Ariège
Station Tarascon-sur-Ariège is een spoorwegstation in de Franse gemeente Tarascon-sur-Ariège.